# Nova Petrópolis
Pour les articles homonymes, voir Petrópolis (homonymie).
Nova Petrópolis est une ville brésilienne de la mésorégion métropolitaine de Porto Alegre, capitale de l'État du Rio Grande do Sul, faisant partie de la microrégion de Gramado-Canela et située à 91 km au nord de Porto Alegre. Elle se situe à une latitude de 29° 22′ 36″ sud et à une longitude de 51° 06′ 52″ ouest, à 579 m d'altitude. Sa population était estimée à 17 747 en 2007, pour une superficie de 291 km2. L'accès s'y fait par les RS-235, RS-827 et RS-842.
Nova Petrópolis est située dans la Serra Gaúcha.
Les premiers habitants étaient des indigènes Kaingang qui peuplaient les immenses forêts de la région. Ce fut sur le territoire de la commune que mourut le dernier colon touché par une flèche  d'Amérindien.
Les premiers colons allemands venaient majoritairement de Saxe, de Poméranie, de Bohême et du Hunsrück. Les Poméraniens et les autres s'habituèrent plus rapidement que les Saxons aux conditions de labeur de la mise en valeur de la terre. Ils étaient en effet paysans, quand les autres étaient urbains. Il y eut aussi des colons autrichiens.
Nova Petrópolis est le berceau brésilien du coopérativisme de crédit. Le 28 décembre 1902 y fut fondé par le Père suisse Theodor Amstad le modèle coopératif qui donna ses origines au système Sicredi qui s'est aujourd'hui répandu dans tout le pays. En souvenir de ce fait, existe dans la ville, installé dans le parc Aldeia do Imigrante, le Musée de la Coopérative, la Sicredi Pioneira.
L'économie y est axée autour du tourisme. Les secteurs primaire et secondaire sont aussi présents. La municipalité fabrique des produits laitiers, des meubles, des chaussures et des vêtements de laine. Chaque année, en mai, juin et juillet, a lieu la Festimalha, la foire aux vêtements de laine, un des principaux évènements de la Serra Gaúcha.

## Villes voisines
- Caxias do Sul
- Gramado
- Santa Maria do Herval
- Picada Café
- Linha Nova
- Feliz
- Vale Real